# 셀던 지도

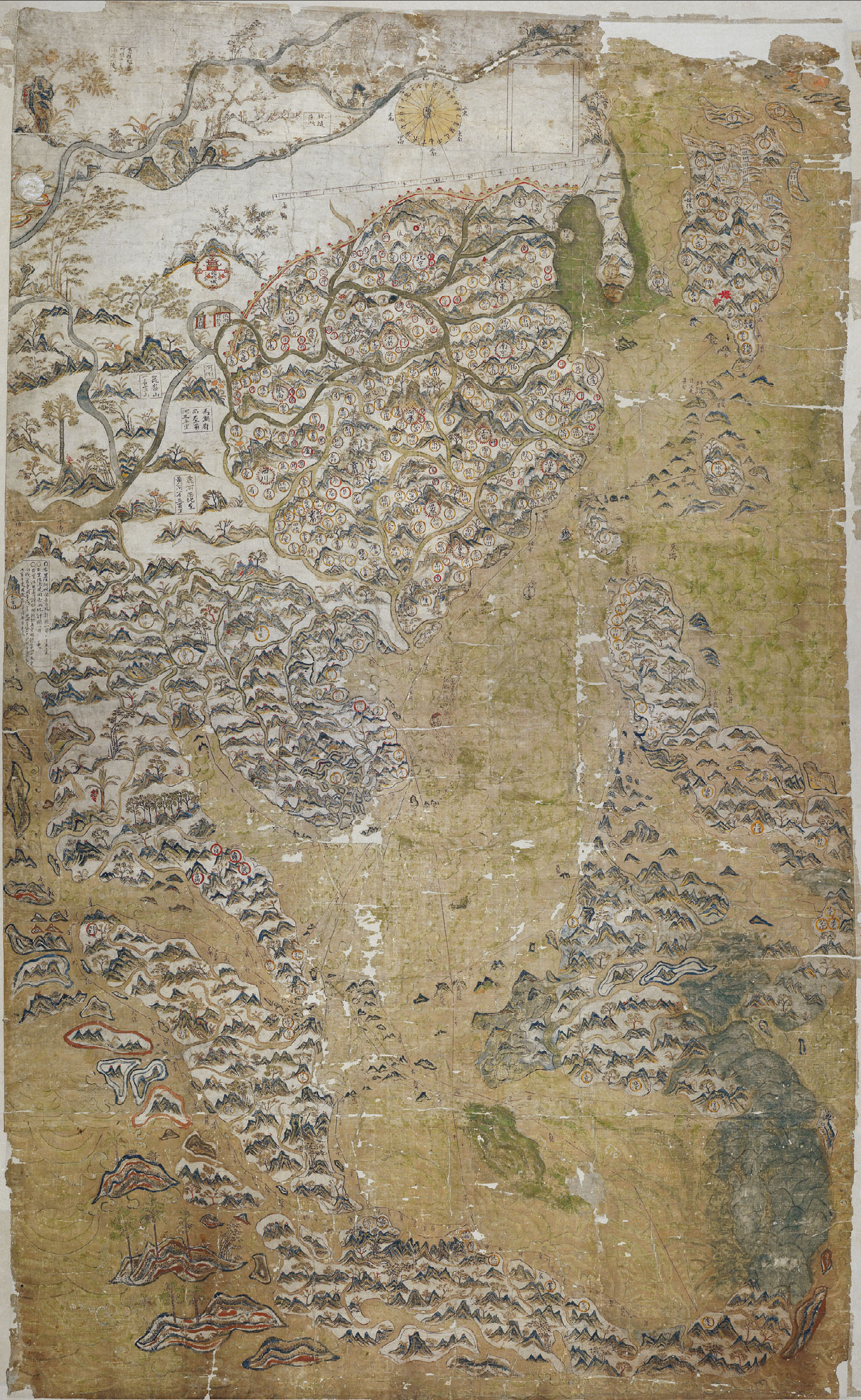
셀던 지도

셀던 지도(영어: Selden Map) 또는 셀던의 중국 지도(Selden Map of China)는 동아시아에서 동남아시아 지역을 담은 17세기 초의 해도이다. 명나라 시기 제작되었지만 누가 언제 만든 것인지는 알려져 있지 않다. 보들리 도서관이 소장(소장 번호 MS Selden Supra 105)하고 있다.

## 발견
지도 자체에는 별 다른 제목이 없다. 17세기 영국의 법학자인 존 셀던(1584~1654]]의 유언에 따라 1659년 9월 보들리 도서관에 기증되었고, 수장고에 보관되어 있다가 2008년 발견되었다. 기증 당시 셀던이 붙인 명칭은 《중국 지도》이지만 지도가 수록하는 지역은 조선, 일본, 명나라 등의 동아시아에서 지금의 필리핀, 인도네시아, 베트남, 캄보디아, 말레이시아 등의 동남아시아 지역을 포괄하고 있다. 2008년 사학자 로버트 베첼러가 발견하였다.
중국에서는 명대동서양항해도(明代東西洋航海圖)라고 부르지만 2008년 발견 이후 붙인 명칭이다.

## 제작 시기
존 셀던은 1653년 이 지도를 언급한 적이 있고 1659년 보들리 도서관에 기증하였다. 17세기 동양학자인 토머스 하이드와 당시 중국 출신의 예수회 수사로 유럽에 있었던 심복종(沈福宗, 마이클 선, Michael Shen)이 지도에 유럽 언어로 주석을 달았고 에드먼드 핼리 역시 관심을 가진 바 있지만 이후 오랫동안 수장고에 묻혀 있었다. 1653년 셀던 스스로의 기록 이외에 제작 시기와 장소에 대한 어떠한 단서도 없다.
캐나다의 사학자 티모시 브룩은 제작 시기를 17세기 초로 추정하고 있다. 지도에 표기된 지역과 도시의 명칭을 근거로 추정하면 1606년에서 1624년 사이에 제작되었을 것으로 추정된다. 티모시 브룩은 지도가 1608년 제작 되었고 영국인 최초로 일본을 방문하였던 존 새리스가 1609년 귀국하며 영국으로 가져왔을 것이라고 추측하였다. 그러나 지도 발견자인 로버트 베첼러는 지도에 표기된 타이완의 정보를 보면 1610년대 이후에 지도가 제작되었다고 볼 수 있다고 추정하면서 1619년을 제작 시기로 제안하였다. 브룩과 베첼러는 지도 제작 장소를 놓고도 논쟁을 벌였다. 브룩은 자신의 새리스 가설에 따라 지도가 자와섬을 기반으로 한 화교 사회에서 제작되었다고 추측하였고, 베첼러는 지도가 마닐라에서 제작되었거나 최소한 루손섬에서 사용되었다고 추측하였다. 베첼러는 정성공의 아버지인 정지룡을 후원하였던 상인 이단(李旦)을 제작자 또는 사용자로 지목하였다. 영국 동인도 회사에 소속되어 일본 히라도시에 파견되었던 로버트 코크스의 기록에 따르면 지도가 제작될 무렵 이단은 마닐라를 근거지로 하고 있었고 이후 스페인이 마닐라를 점령하자 나가사키로 이동하였다고 한다.

## 해도
셀던 지도는 해상 무역을 위한 해도로 제작되었다. 지명은 한자로 표시되었고 모두 105개의 지역이 표시되어 있다. 조선과 일본이 포함되어 있지만 형태가 온전하지 않고 간략하다. 대신 류큐국에서 자와섬까지는 비교적 상세하여 오늘날의 해도와 견주어도 정확도가 높은 편이다. 주요 지역 사이에는 항해로가 표시되어 있어 이 지도가 상선들의 항해를 위해 제작되었음을 알려 준다.
명나라는 해금 정책을 통해 해양 무역을 제한하고 있었지만 당시 중국해에서 인도양까지 이어지는 바닷길은 세계적인 무역의 중심이었다. 동남아시아의 주요 항구는 화교 커뮤니티가 형성되어 있었고 나가사키를 중심으로 한 일본 상인, 나하시를 중심으로 한 류큐 상인 등도 활발히 활동하였다. 중국 출신의 화교 상인들은 광저우, 마카오, 마닐라, 나카사키 등에 거점을 마련하고 있었다.
한편 당시 조선은 이러한 상황에서 한 발 비껴서 있어 헨드릭 하멜과 같이 표류해 온 경우를 제외하면 해외와 별다른 교류가 없었다.

## 같이 보기
- 정화 (명나라)

## 참고 문헌
- Robert Batchelor London: The Selden Map and the Making of a Global City, 1549-1689 (Chicago: University of Chicago Press, January 2014)
- Robert Batchelor, "The Selden Map Rediscovered: A Chinese Map of East Asian Shipping Routes, c. 1619," Imago Mundi: The International Journal for the History of Cartography 65:1 (January 2013), 37-63; http://www.tandfonline.com/doi/full/10.1080/03085694.2013.731203
- Timothy Brook, Mr. Selden's Map of China (New York: Bloomsbury, October 2013)
- Chen Jiarong, "Brief analysis of the composition, date, features, names and routes of the Selden Map of China’ (編繪時間﹑特色及海外交通地名略析, in Chinese), Hai jiao shi yan jiu 2 (2011): 52–66.  See also http://www.world10k.com/blog/?p=2025.
- Stephen Davies, "The Construction of the Selden Map: Some Conjectures," Imago Mundi: The International Journal for the History of Cartography 65:1 (January 2013), 97-105.
- David Helliwell and Robert Batchelor, "The Selden Map of China" (2011) http://seldenmap.bodleian.ox.ac.uk/
- Patricia Seed, Oxford Map Companion (New York: Oxford University Press, August 2013)
- "A cartographer's dream," The Economist (January 18, 2014), https://www.economist.com/news/books-and-arts/21594229-two-books-tell-fascinating-tale-rediscovered-map-china-cartographers-dream
- "The origins of the Selden map of China: scientific analysis of the painting materials and techniques using a holistic approach" Heritage Science (September 2, 2016), http://heritagesciencejournal.springeropen.com/articles/10.1186/s40494-016-0098-x